# 光永寺 (長崎市)
光永寺（こうえいじ）は、長崎市にある浄土真宗大谷派の寺院。本尊は阿弥陀如来。福澤諭吉は嘉永7年（1854年）から長崎に留学していた際に、この寺の庫裏に止宿していた。境内は、宝暦10年（1760年）ごろには1677坪あった。

## 歴史

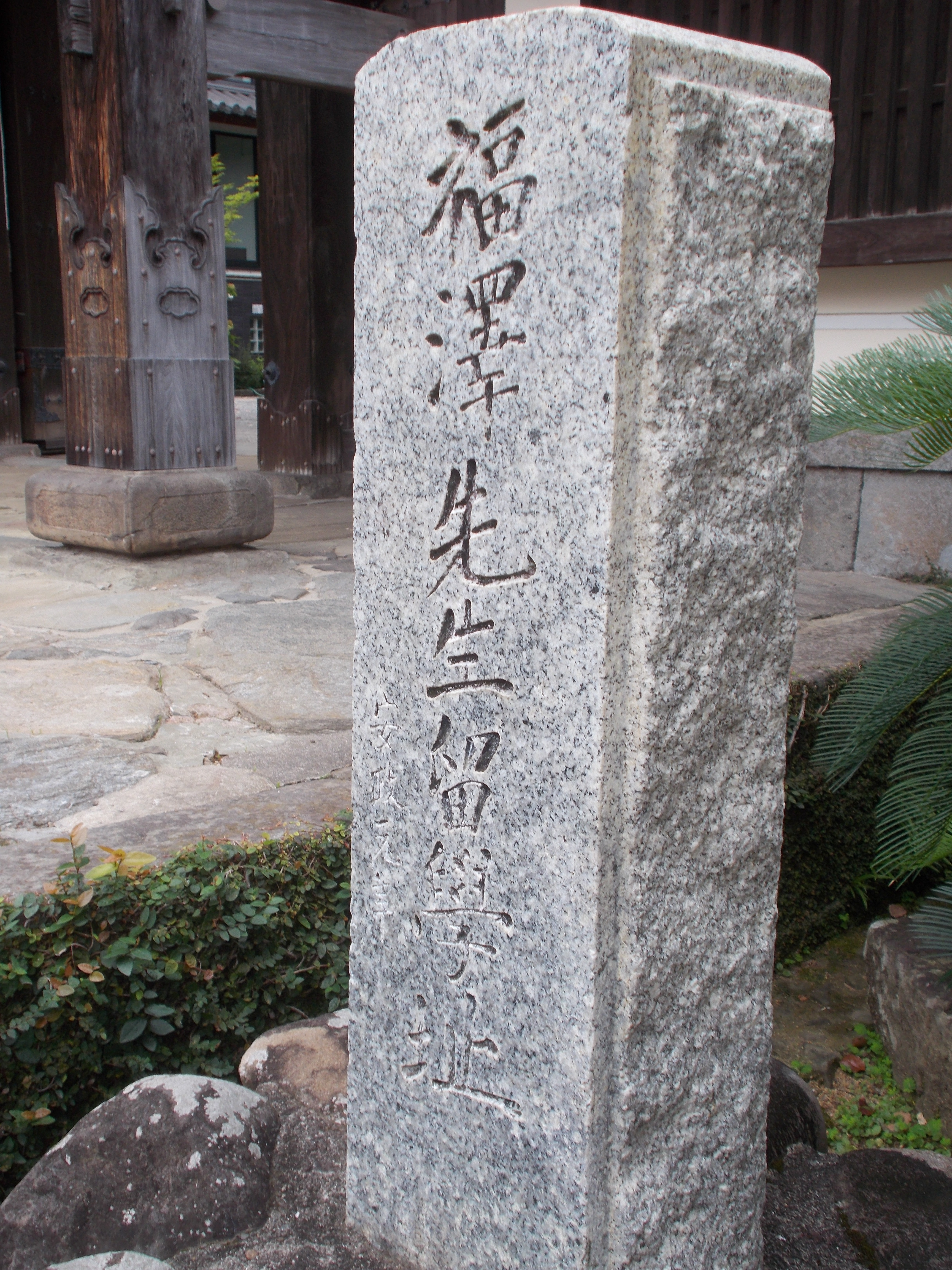
福沢先生留学址

慶長末年ごろ、肥前国唐津の住人・唐津九兵衛が出家して慶西と称し、浦上村に庵室を営んで、浄土真宗の布教を始めた。慶長19年（1614年）、長崎奉行長谷川藤広からサン・ジョアン・バプチスタ教会跡地を寺地として与えられた慶西は、仏寺向陽山光永寺を創建した。古川町のサン・アウグスチノ教会跡地に移転し、さらに桶屋町に移ったともされる>。
元和7年（1621年）、京都本願寺から寺号の公称が許される。
寛文元年（1661年）、御坊格の資格を本山から付与される。
同3年（1663年）、大火で類焼するが、唐通事の彭城仁左衛門（劉宣義）らが寄進を募り、その援助で同10年（1670年）に再建される。これ以後、在留唐人から長崎会所を通じて毎年銀2貫目が寄進される。
元禄2年（1689年）、園山善爾から明版大蔵経を寄進される。
正徳元年（1711年）、5代圓隆が院家に昇進する。
寛政7年（1795年）、江戸浅草御坊と同格となり、同11年（1799年）、朱印地同格となる。
再度火災に遭い本堂が焼失するが、文化12年（1815年）に再建される。
1879年（明治12年）から1881年（同14年）まで、長崎県最初の県議会議場として本堂や書院が使用される。
1945年（昭和20年）、長崎市への原子爆弾投下によって大破し、解体される。1989年（平成元年）5月に再建される。

## 寺内の建築物・石碑

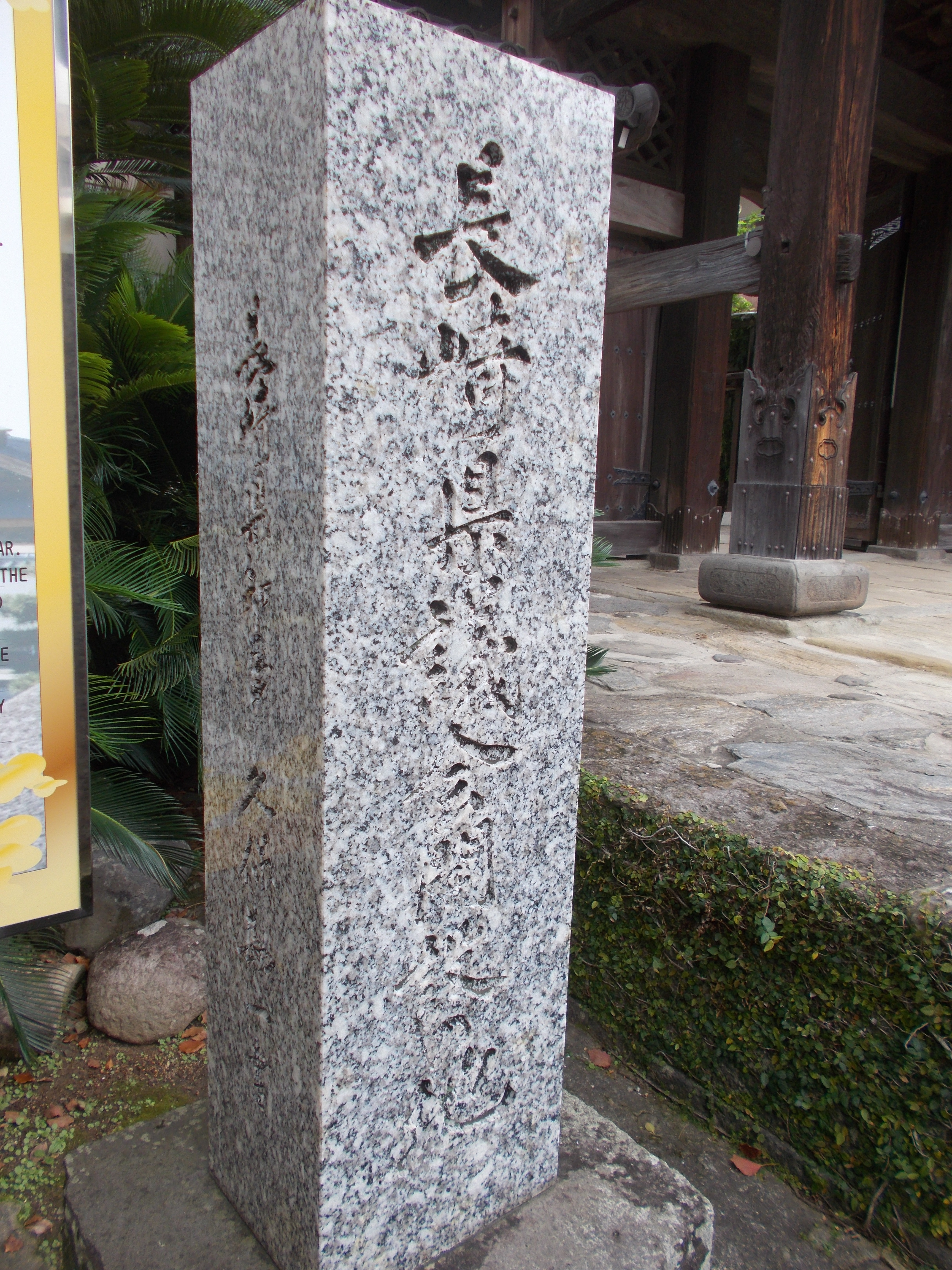
長崎県議会開設の地の碑

山門は朱印地様式で、もとは桶屋町通りに面していたが、文化元年（1804年）に中島川の側に移した際に新築され、翌2年（1805年）に落成した。
山門右側に、1937年（昭和12年）5月に長崎三田会によって建てられた小泉信三筆の「福沢先生留学址」の碑があり、左側には「長崎県議会開設の地」の碑が建てられている。
文化12年に竣成した本堂は間口17間の総欅造りだったが、原爆投下により大破した。平成元年に再建された本堂は間口12間の総檜造り。
庫裏は本堂の右手で、福澤が起居していたと伝わる鞘の間がある。鞘の間は4畳ほどで内庭に面しており、奥平壱岐が居住していたという12畳ほどの客間が隣接している。

## 歴代住持
『長崎実録大成 正編』第六巻「寺院開創之部」上および『福澤諭吉歴史散歩』より。
- 初代・慶西 - 慶長19年（1614年）より在住25年
- 2代・慶傳 - 寛永16年（1639年）より在住14年
- 3代・教順 - 承応元年（1652年）より在住8年
- 4代・専順 - 万治3年（1660年）より在住28年
- 4代・圓隆 - 元禄11年（1698年）より在住18年
- 6代・圓忠 - 享保元年（1716年）より在住47年
- 7代・圓篤 - 宝暦12年（1762年）より在住27年
- 8代・日蔵 - 中津藩家老の子・奥平壱岐の母方の伯父。福澤諭吉がこの縁をたよって一時期この寺に止宿した[7]
- 9代・？
- 10代・日蔵[7]
- 11代・羅云 - 奥平壱岐の父方の叔母が羅云の室[7]
- 12代・？
- 13代・？
- 14代・？
- 15代・？
- 16代・正木慶晴[7]